# Alfred Ajnenkiel
Alfred Ajnenkiel (ur. 28 czerwca 1892 w Warszawie, zm. 15 października 1918 w Łodzi) – działacz ruchu robotniczego, członek Polskiej Partii Socjalistycznej, brat Eugeniusza.

## Życiorys
Był synem Stanisława, szewca, uczestnika rewolucji 1905–1907. Ukończył w Łodzi szkołę początkową, następnie uzyskał zawód ślusarza i pracował w jednej z łódzkich fabryk. Działał w organizacjach oświatowych i kulturalnych (m.in. towarzystwach śpiewaczych), był związany z Polską Partią Socjalistyczną. Lata 1915–1917 spędził na przymusowych robotach w Niemczech, gdzie także brał udział w pracy społecznej. W 1917 nielegalnie powrócił do Łodzi, gdzie został członkiem Pogotowia Bojowego PPS i współpracował z tajną drukarnią, prowadzoną przez Antoniego Purtala. Używał pseudonimu „Spokojny”. Od lipca 1918, po wykryciu drukarni i akcji władz, w czasie której zginęło dwóch policjantów, musiał ukrywać się, przebywał m.in. w Warszawie pracując przy wyrobie bomb i petard na potrzeby PPS. Zmarł jesienią 1918 na gruźlicę, której nabawił się w czasie robót w Niemczech. Pośmiertnie został odznaczony Medalem Niepodległości.